# Альдо Дросіна (стадіон)
«Стадіон імені Альдо Дросіни» (хорв. «Stadion Aldo Drosina») — багатофункціональний стадіон у місті Пула, Хорватія, домашня арена ФК «Істра 1961».
Стадіон відкритий 1939 року як «Градскі стадіон». У 2010 році арена відкрита після капітальної реконструкції, яка тривала протягом 2009—2011 років. В рамках реконструкції було знесено та перебудовано західну трибуну, над якою споруджено дах. Дерев'яні лави замінені на пластикові крісла. В результаті розширення потужність стадіону зросла до 9 200 глядачів. Встановлено нову систему освітлення зі світловідбивачами та сучасний відеоекран. Поблизу основного поля облаштовано допоміжне зі штучним покриттям. 
Арені присвоєно ім'я Альдо Дросіни, легендарного югославського та хорватського футболіста і тренера, який значну частину кар'єри присвятив розвитку футболу у Пулі.
На стадіоні домашні матчі приймає збірна Хорватії з футболу.